# Henri Ract
Claude François Henri Ract, anche noto come Enrico Ract (L'Hôpital, 7 giugno 1813 – Sainte-Hélène-du-Lac, 5 aprile 1883), è stato un politico francese.

## Biografia
Fu Deputato del Regno di Sardegna per tre legislature, eletto nel collegio di Saint-Pierre d'Albigny.